# Musenga
Musenga är ett vattendrag i Burundi.   Det ligger i provinsen Kirundo, i den norra delen av landet, 130 km nordost om huvudstaden Bujumbura.
Omgivningarna runt Musenga är huvudsakligen savann. Runt Musenga är det tätbefolkat, med 319 invånare per kvadratkilometer.